# Zagreb Open 1999
Lo Zagreb Open 1999 è stato un torneo di tennis facente parte della categoria ATP Challenger Series nell'ambito dell'ATP Challenger Series 1999. Il torneo si è giocato a Zagabria in Croazia dal 14 al 20 giugno 1999 su campi in terra rossa.

## Vincitori

### Singolare
Andrea Gaudenzi ha battuto in finale  Julien Boutter con il punteggio di 6–1, 6–4

### Doppio
Ivan Ljubičić /  Lovro Zovko hanno battuto in finale  Jérôme Hanquez /  Régis Lavergne con il punteggio di 6–3, 6–0